# Yoshinobu Miyake
Yoshinobu Miyake (en japonès: 三宅 義信) (Murata, Japó 1939) és un aixecador japonès, ja retirat, guanyador de tres medalles olímpiques.

## Biografia
Va néixer el 26 de desembre de 1939 a la ciutat de Murata, població situada a la prefectura de Miyagi.

## Carrera esportiva
Va participar, als 20 anys, als Jocs Olímpics d'Estiu de 1960 realitzats a Roma (Itàlia), on va aconseguir guanyar la medalla de plata en la prova masculina de pes gall (-56 kg.). En els Jocs Olímpics d'Estiu de 1964 realitzats a Tòquio (Japó) aconseguí guanyar la medalla d'or en la prova de pes ploma (-60 kg.), un metall que aconseguí revalidar en els Jocs Olímpics d'Estiu de 1968 celebrats a Ciutat de Mèxic (Mèxic).